# Inestable
Inestable es una banda de rock chilena nacida en Maipú, Santiago; el año 2000. Inestable está influenciada por bandas como Green Day y Foo Fighters

## Historia

### Comienzos
Todo comenzó cuando un par de amigos (Sammy y Faloko) decidieron formar una banda mediante sus influencias musicales, luego cuando ya tenían un buen número de canciones decidieron buscar un baterista, y comenzar a tocar y mostrar su música, es aquí cuando se une al proyecto Danilo Arancibia en la batería. Un buen día, tras una interminable tarde de cervezas es donde deciden ponerle "Inestable" a la banda y mediante el nombre, nace la idea de las caras (feliz-serio-triste) que siempre estuvo presente pero recién en el 2005 pasó a ser el distintivo oficial del grupo. Estos 3 músicos, muy jóvenes, empezaron a mostrar sus temas propios tocando en diversos lugares underground de Santiago, en poco tiempo lanzaron su primer disco llamado "Buscando una razón" que más bien era como un demo casero de muy bajo presupuesto, Sammy- "lo grabamos en un estudio en donde la verdad grababan puras bandas de cumbia, pero el estudio tenía buenos micrófonos y el ingeniero igual logró hacer algo con nuestra música, era nuestro primer demo... estábamos felices. ¡Y nos salió barato!", lo lanzan bajo el alero de un sello independiente de la época (Creando Autogestion Récords). Las canciones de este demo siguen la línea de bandas como The Offspring, Green Day o Fifteen, donde todas las canciones siguen la misma tónica. Este disco tuvo su reedición en el año 2003, donde agregaron material inédito, en vivo. Luego de estos dos lanzamientos Danilo, el baterista, decide dejar la banda, y Sammy con Faloko empezaron a buscar un nuevo baterista. Pasaron varios, pero solo uno quedó en la banda, era Eduardo Quiroz (Mr. Ed) quien ya había participando en otras bandas y decidió elegir como proyecto principal a Inestable. Así los 3 comenzaron a tocar de nuevo, Mr Ed dio un giro muy particular a Inestable llevándolo a otras sonoridades más nirvanescas las cuales también eran de gusto de Sammy y Faloko, creando una especie de punk grunge muy atingente a la época.
Es en este punto donde comienza la historia discográfica de Inestable y con esta formación editan tres discos: “No hay después” (2005) “El arte del desastre” (2007) y finalmente “Paranoia” (2008), en esta etapa y después de varios años de “estabilidad” la banda sufre un quiebre, y Mr. Ed decide dejar el grupo, la ruptura es repentina y abrupta pero no detiene a los pilares de la agrupación y es aquí donde destacamos la capacidad que tiene Inestable para sorprendernos y volver a inventarse y es que en menos de tres meses la banda ya cuenta con un reemplazante, esta vez los ojos de Sammy y Faloko se posan en un joven chico de 20 años llamado Gonzalo Valencia, con un talento que salta a la vista comienzan a trabajar con este sorprendente nuevo baterista quien deslumbra con su impresionante técnica e inigualable talento dándole otra vez un nuevo giro musical a Inestable y llevándolo de nuevo a sus raíces iniciales por allá por el año 2000 en donde el punk rock era lo que fluía por las venas de Sammy y Faloko, Gonzalo V. tiene las mismas influencias musicales por lo que los tres llevan a Inestable a un potencial máximo. 
La banda hoy por hoy se mantiene tocando por todo Chile y sigue cultivando adeptos y sonando fuertemente, actualmente preparan un disco que esperan sacar a finales del 2011.

### ¡No hay después! y El arte del desastre
En el año 2005, Inestable lanzó uno de los discos considerado entre los mejores de ese año, llamado "¡No hay después!" lanzado bajo el Sello Azul. Su primer sencillo, que lleva el mismo nombre que el álbum, fue un éxito rotundo e hizo conocido a Inestable a nivel nacional. Este disco tuvo críticas muy positivas y llevó a Inestable a Ser programado en todas las radios de Chile como también en Latinoamérica, sonando fuerte con el sencillo. No hay después, el videoclip de esta canción también tuvo mucha rotación rotacion en MTV y ViaX  lo que hizo que la música de Inestable también se escuchara en lationoamerica y los llevó a formar parte del cartel de uno de los shows más importantes del 2006 en el cual grabaron el video "Hoy nadie me comprende". La portada del álbum fue creada por el vocalista y guitarrista Sammy, en la cual aparece un sujeto con 6 brazos y en cada uno, un vicio, como el alcohol, las drogas (píldoras y marihuana), gula, sexo y rock. En la parte posterior del disco, aparece el mismo sujeto pero totalmente reventado. Desde entonces empezaron a tocar en muchos más lugares gracias al Sello Azul y en el 2007 lanzaron su tercer álbum de estudio llamado “El arte del desastre” el cual tuvo como primer sencillo el tema "Tratando de entender", fue mostrado en vivo por primera vez en los estudios de la radio Rock&Pop ese mismo año. Este nuevo disco abarcó temas importantes, como el tema "Morir", el cual está hecho basado la tragedia de Antuco el 2005. También el disco trae un cover de Gervasio, el tema "Con una pala y un sombrero" y 2 canciones remasterizadas de su primer disco: "Ayer soné suicidarme" y "Rumbo a casa".

### Paranoía y salida de Mr. Ed
En 2008, la banda saca el disco Paranoia, junto al sencillo y videoclip de la canción "Quiero más", este sería el último video en donde aparecería Mr. Ed puesto que en plena época de promoción del disco el baterista, él deja la banda por razones de proyectos personales y la banda hizo una audición para encontrar un nuevo baterista. De todos los que fueron a la audición, solo Gonzalo Valencia pudo tener la capacidad de reemplazar a Mr. Ed y quedó en la banda. Después de eso, la banda lanzaría los sencillos "¿Qué puedo hacer para tenerte?", "La historia entre tu y yo" y el más reciente, "Mujer audaz".

## Miembros
Miembros actuales
- Sammy (Samuel Osorio Soffia)(2000-presente); - voz, guitarra
- Faloko (Felipe Holz Ávila) (2000-presente); - coros, bajo
- Gonzalo Valencia Figueroa (2009-presente); - batería
- Ivo Femenias (2009-presente); - coros y guitarras

Miembros en vivo
- Ivo (2009-presente); - guitarra rítmica

Miembros anteriores
- Danilo Arancibia(2000-2003); - batería
- Mr. Ed (Eduardo quiroz)(2003-2009); - batería

## Trivia
1. Del disco "buscando una razón" solo se hicieron 100 copias.
2. Supuestamente existe un videoclip de la canción "No se por qué".
3. El tema no sé por qué iba a estar en el disco "¡No hay después!"

## Discografía

### Álbumes de estudio
| Año  | Título                               | Discográfica        |
| ---- | ------------------------------------ | ------------------- |
| 2001 | Buscando una razón                   | Independiente       |
| 2003 | Buscando una razón (re-edición)      | Independiente       |
| 2005 | No hay después                       | Sello Azul          |
| 2007 | ¡El arte del desastre!               | Feria Music         |
| 2008 | Paranoia                             | Oveja Negra         |
| 2012 | Generación AM                        | Sello Independiente |
| 2016 | No hay después (versión aniversario) | D.R.                |
| 2018 | Rock & Roll                          | Pulpa Discos        |

### En vivo
| Año  | Título                                 |
| ---- | -------------------------------------- |
| 2007 | Estay vivo                             |
| 2007 | Inestable: Acústico en Rancagua        |
| 2015 | Inestable en vivo: Si hay después Show |

### Sencillos
| Año  | Título                         | Discográfica        | Álbum                 |
| ---- | ------------------------------ | ------------------- | --------------------- |
| 2001 | No se por qué                  | Indie               | Buscando una razón    |
| 2005 | No hay después                 | Sello Azul          | No hay después        |
| 2005 | Penas en alcohol               | Sello Azul          | No hay después        |
| 2006 | Original                       | Sello Azul          | No hay después        |
| 2006 | Hoy nadie me comprende         | Sello Azul          | No hay después        |
| 2007 | Tratando de entender           | Feria Music         | El arte del desastre! |
| 2007 | Morir                          | Feria Music         | El arte del desastre! |
| 2007 | No se por qué parte II         | Feria Music         | El arte del desastre! |
| 2008 | Con una pala y un sombrero     | Feria Music         | El arte del desastre! |
| 2008 | Quiero más                     | Oveja Negra         | Paranoia              |
| 2009 | ¿Qué puedo hacer para tenerte? | Oveja Negra         | Paranoia              |
| 2009 | La historia entre tu y yo      | Oveja Negra         | Paranoia              |
| 2010 | Mujer audaz                    | Oveja Negra         | Paranoia              |
| 2012 | 23:59                          | Sello Independiente | Generación AM         |
| 2018 | Punk Rock CHIROP               | Sello Independiente | Rock & Roll           |

- Datos: Q5915644